# (69971) Tanzi
(69971) Tanzi  es un asteroide perteneciente al cinturón de asteroides, descubierto el 18 de noviembre de 1998 por Marco Cavagna desde el Observatorio Astronómico Sormano, en Italia.

## Designación y nombre
Tanzi se designó inicialmente como 1998 WD2.
Más adelante fue nombrado en honor al arquitecto y astrónomo italiano  Pepe Tanzi (n. 1945).

## Características orbitales
Tanzi orbita a una distancia media del Sol de 2,9085 ua, pudiendo acercarse hasta 2,0811 ua y alejarse hasta 3,7358 ua. Tiene una excentricidad de 0,2844 y una inclinación orbital de 11,2379° grados. Emplea en completar una órbita alrededor del Sol 1811 días.

## Características físicas
Su magnitud absoluta es 13,2. Tiene 12,793 km de diámetro. Su albedo se estima en 0,062.